# Woh 7 Din
Pour plus de détails, voir Fiche technique et Distribution.
Woh 7 Din (वो सात दिन), parfois écrit Woh Saat Din («Ces sept jours là») est un film indien réalisé par Bapu, sorti en 1983. Il s'agit d'un remake bollywoodien du film tamoul Antha Ezhu Naatkal réalisé par K. Bhagyaraja, le scénariste de Woh 7 Din. Le film, produit par Surinder Kapoor, a lancé la carrière de son fils, l'acteur Anil Kapoor.

## Synopsis
Maya (Padmini Kolhapure) tente de se suicider lors de sa nuit de noces, mais son mari, Anand (Naseeruddin Shah), un médecin veuf, parvient à la sauver. Elle lui explique alors les raisons de son geste : elle a été contrainte de l'épouser, alors qu'elle souhaitait se marier avec un chanteur de rue, Prem Pratap. Leur histoire d'amour est racontée dans un flashback : Prem (Anil Kapoor) et son assistant, le jeune Chottu, venus à Mumbai pour faire carrière dans le cinéma, louent une chambre chez les parents de Maya. Maya tombe immédiatement amoureuse du chanteur, mais celui-ci, estimant n'être pas un parti digne d'elle, repousse ses avances. Il finit cependant par accepter de l'épouser, mais les parents de Maya les en empêchent. Le Dr Anand s'engage alors à retrouver Prem et à divorcer de Maya. Il lui demande cependant de rester avec lui pour sept jours, afin que sa mère, gravement malade, puisse mourir en ayant l'illusion que son fils a trouvé une épouse. À la mort de sa mère, il réunit Maya et Prem. Celui-ci refuse cependant de briser le mariage d'Anand et de Prem, en affirmant que cela serait contraire à la culture indienne. 
| - Titre : Woh 7 Din - Titre original : वो सात दिन - Réalisation : Bapu - Scénario : K. Bhagyaraja - Dialogues : Jainendra Jain - Photographie : Baba Azmi - Musique : Laxmikant-Pyarelal - Chanteurs : Asha Bhosle, Kishore Kumar, Shabbir Kumar, Lata Mangeshkar, Anuradha Paudwal - Montage : N. Chandra - Direction artistique : Madhukar S. Shinde - Costumes : Kusum Mundra, Shalini Shah, Prem Suri - Producteur exécutif : Boney Kapoor - Producteur : Surinder Kapoor - Pays d’origine : Inde - Langue : hindi - Durée : - Sortie : Inde 23 juin 1983 | - Arvind Deshpande : le père d'Anand - Neena Gupta : Priya - Jagdeep : Ganga Prasad (Gangu) - Anil Kapoor : Prem Pratap - Padmini Kolhapure : Maya Anand - Nilu Phule : le grand-père de Maya - Dina Pathak : Savitri, la mère d'Anand - Naseeruddin Shah : Dr Anand - Raju Shrestha : Chottu - Baby Suchita Chanda Anand - Ashalata Wabgaonkar : la mère de Maya |

## Chansons
| Titre                | Interprète(s)                       |
| -------------------- | ----------------------------------- |
| Kangana Kangana      | Lata Mangeshkar, Shabbir Kumar      |
| Mere Dil se dillagi  | Anuradha Paudwal, Kishore Kumar     |
| Pyar kiya nahin jata | Lata Mangeshkar, Shabbir Kumar      |
| Payaliya             | Kavita Krishnamurthy, Suresh Wadkar |
| Din anari ka khelna  | Asha Bhosle                         |